# Лаборатория Джефферсона

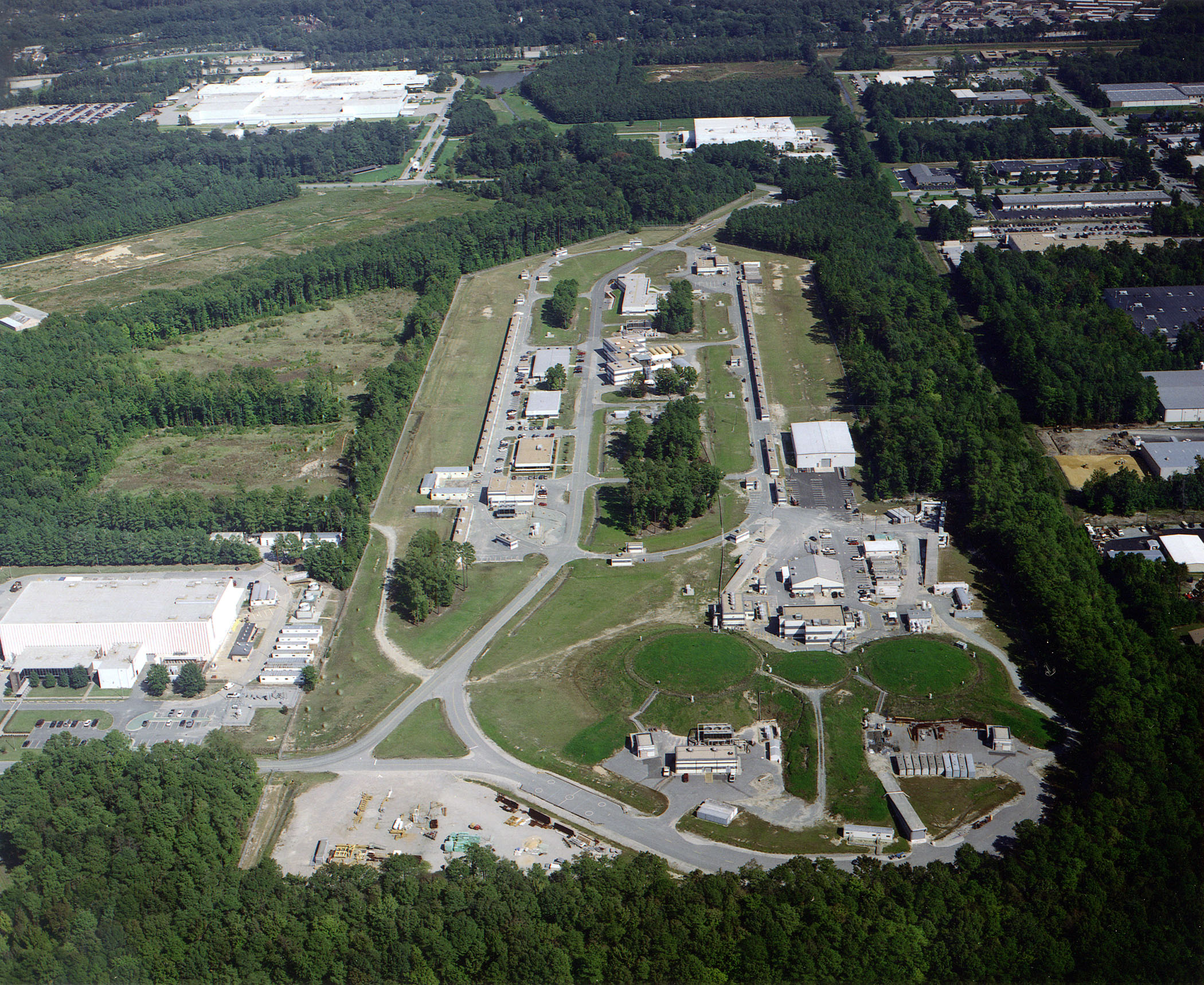
Общий вид лаборатории Джефферсона.

Лаборато́рия Дже́фферсона (англ. Thomas Jefferson National Accelerator Facility (TJNAF), Jefferson Lab, JLab) — одна из шестнадцати национальных лабораторий Министерства энергетики США. Расположена в городе Ньюпорт-Ньюс, штат Виргиния. Основана в 1984 году. Штат лаборатории составляет 675 человек. «Рабочая лошадка» лаборатории — электронный ускоритель-рекуператор CEBAF (англ. Continuous Electron Beam Accelerator Facility).

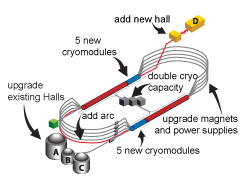
Проект апгрейда CEBAF до энергии 12 ГэВ.

## Ускоритель CEBAF
Ускорительный комплекс состоит из источника поляризованных электронов и, собственно, электронного ускорителя, выполненного в виде двух параллельно стоящих ускоряющих структур длиной 1,4 км, и соединяющих их арок. Сгустки электронов совершают 5 оборотов, набирая энергию при каждом проходе через ускоряющую структуру, а в арках на каждом обороте движутся последовательно по разным дорожкам. Таким образом, CEBAF является, фактически, линейным ускорителем, но относительно компактным. Особенностью CEBAF является квазинепрерывный пучок электронов (состоящий из коротких сгустков, длительностью менее 1 пс). Другая особенность CEBAF — использование сверхпроводящих высокочастотных резонаторов в ускоряющей структуре.
Выпущенный из ускорителя 6-ГэВный пучок электронов направляется в один из трёх экспериментальных залов (A, B, C), где сбрасывается на фиксированную мишень для экспериментов по изучению взаимодействий с ядром.
С 2010 года в лаборатории проектируется модернизация ускорителя CEBAF до энергии 12 ГэВ.

## Лазер на свободных электронах
В лаборатории JLAB с 2004 года на базе 160-МэВного ускорителя-рекуператора (англ. ERL — Energy Recovery Linac) функционирует мощнейший в мире лазер на свободных электронах. На нём в 2006 получена мощность свыше 14 кВт при длине волны лазерного излучения 1,6 мкм, и 1 кВт на ондуляторе, излучающем в ультрафиолетовой области с 2010 года.